# Болюнова, Прасковья Васильевна
Прасковья Васильевна Балюнова (бел. Праскоўя Васільеўна Балюнова; 30 октября 1909, д. Крупец, Добрушский район, СССР/Респ.Беларусь) — Герой Социалистического Труда (1966).
В 1943—1971 годах — доярка колхоза «Беларусь» Добрушского района. Звание Героя Социалистического Труда присвоено за успехи по увеличению производства и заготовок мясо-молочной продукции.